# Джошуа Лидърбърг
Джошуа Лидърбърг е американски молекулярен биолог.
Член е на Британското кралско научно дружество (23 май 1925 – 2 февруари 2008)

## Научна дейност
Лидърбърг е познат от работата си в областта на микробиалната генетика, изкуствения интелект и космическата програма на САЩ. Той е само на 33 години, когато печели Нобелова награда за физиология или медицина (1958) за откритието, че бактериите могат да конюгират и да обменят гени. Той споделя наградата с Едуард Л. Тейтъм и Джордж Бийдъл.
В допълнение към приноса му към биологията, Лидърбърг има задълбочени изследвания в областта на изкуствения интелект. Това включва работа в експериментални програми на НАСА, които търсят живот на Марс и химичната експертна система „Dendral“.